# Gouvernement Saratov
Het gouvernement Saratov (Russisch: Саратовская губерния: Saratovskaja goebernija) was een gouvernement (goebernija) van het keizerrijk Rusland. Het gouvernement grensde aan de gouvernementen Smolensk, Simbirsk, Samara, Astrachan, Don-Kozakken,  Voronezj, Tambov en Penza. Het gouvernement heette van 1780 tot 1796 het onderkoninkrijk Saratov. De hoofdstad was Saratov

## Geschiedenis
Het gouvernement ontstond uit het Tsaardom Rusland door een oekaze van Catherina II van Rusland als het onderkoninkrijk Saratov. In 1781 werd de naam gewijzigd in gouvernement Saratov. 
Na het opheffen van de provincies zorgde een oekaze van 12 december 1796 ervoor de opheffing van het gouvernement Saratov. De gebieden gingen op in de gouvernementen Penza en Astrachan. Op 1 maart 1927 werd met een nieuwe oekaze de hervorming ongedaan gemaakt.
Op 29 maart 1919 werden de zuidelijke gebieden aan de linkeroever van de Wolga overgedragen aan het Gouvernement Tsaritsyn. In 1922 werd een deel van het gebied onderdeel van de Raad van Arbeiders die op 6 januari 1924 onderdeel van de Wolga-Duitse ASSR.
De gouvernementen Saratov, Stalingrad en Samara gingen op 21 mei 1928 op in het Oblast Neder-Wolga. Op 11 juni 1928 werd de naam veranderd in Kraj Neder-Wolga. Op 10 januari 1934 werd de naam veranderd in Kraj Saratov. Op 5 december 1936 werd de naam veranderd in Oblast Saratov.